# Cannara
Cannara – miejscowość i gmina we Włoszech, w regionie Umbria, w prowincji Perugia.
Według danych na rok 2004 gminę zamieszkiwało 3880 osób, 121,2 os./km².